# Liga Europeia de Hóquei em Patins de 2009–10
A Liga Europeia de 2009–10 foi a 45ª edição da Liga Europeia organizada pelo CERH.

## Equipas da Liga Europeia 2009/10
As equipas classificadas são:
| Fase de Grupos | Equipas         | Equipas           | Equipas        | Equipas          |
| -------------- | --------------- | ----------------- | -------------- | ---------------- |
| Fase de Grupos | Reus Deportiu   | FC Barcelona      | CP Vic         | CE Noia          |
| Fase de Grupos | CH Lloret       | CH Mataró         | Hockey Bassano | Follonica Hockey |
| Fase de Grupos | CGC Viareggio   | Marzotto Valdagno | FC Porto       | Candelária SC    |
| Fase de Grupos | SCRA Saint-Omer | HC Quévert        | ERG Iserlohn   | RSV Weil         |

## Fase de Grupos

### Grupo A
| Equipe    | Pts | J | V | E | D | GM | GS | DG  |
| --------- | --- | - | - | - | - | -- | -- | --- |
| Pati Vic  | 16  | 6 | 5 | 1 | 0 | 22 | 9  | 13  |
| Follonica | 9   | 6 | 3 | 0 | 3 | 23 | 17 | 6   |
| CH Mataró | 6   | 6 | 2 | 0 | 4 | 15 | 27 | -12 |
| ST. Omer  | 4   | 6 | 1 | 1 | 4 | 15 | 22 | -7  |

|           | VIC | FOL | MAT | STO |
| --------- | --- | --- | --- | --- |
| Pati Vic  | –   | 2–1 | 5–2 | 3-1 |
| Follonica | 2–5 | –   | 9–1 | 6–2 |
| CH Mataró | 1–5 | 4–1 | –   | 5–3 |
| St. Omer  | 2–2 | 3–4 | 4–2 | –   |

### Grupo B
| Equipe            | Pts | J | V | E | D | GM | GS | DG  |
| ----------------- | --- | - | - | - | - | -- | -- | --- |
| CE Noia           | 13  | 6 | 4 | 1 | 1 | 23 | 18 | 5   |
| Réus Deportiu     | 13  | 6 | 4 | 1 | 1 | 22 | 13 | 9   |
| Candelária SC     | 9   | 6 | 3 | 0 | 3 | 23 | 21 | 2   |
| RSV Weil-Am-Reihn | 0   | 6 | 0 | 0 | 6 | 11 | 31 | -20 |

|                   | NOI | REU | CAN | WEI |
| ----------------- | --- | --- | --- | --- |
| CE Noia           | –   | 3–2 | 5–1 | 4-3 |
| Réus Deportiu     | 4–4 | –   | 5–1 | 7–0 |
| Candelária SC     | 7–2 | 2–3 | –   | 6–4 |
| RSV Weil-Am-Reihn | 1–5 | 1–3 | 2–6 | –   |

### Grupo C
| Equipe       | Pts | J | V | E | D | GM | GS | DG  |
| ------------ | --- | - | - | - | - | -- | -- | --- |
| FC Barcelona | 18  | 6 | 6 | 0 | 0 | 36 | 6  | 30  |
| CH Lloret    | 10  | 6 | 3 | 1 | 2 | 20 | 25 | -5  |
| Bassano      | 7   | 6 | 2 | 1 | 3 | 27 | 33 | -6  |
| HC Quévert   | 0   | 6 | 0 | 0 | 6 | 13 | 32 | -19 |

|              | BAR | LLO | BAS | QUE  |
| ------------ | --- | --- | --- | ---- |
| FC Barcelona | –   | 4–0 | 9–3 | 10-1 |
| CH Lloret    | 2–6 | –   | 6–5 | 3–2  |
| Bassano      | 0–4 | 6–6 | –   | 6–3  |
| HC Quévert   | 0–3 | 2–3 | 5–7 | –    |

### Grupo D
| Equipe          | Pts | J | V | E | D | GM | GS | DG  |
| --------------- | --- | - | - | - | - | -- | -- | --- |
| Hockey Valdagno | 13  | 6 | 4 | 1 | 1 | 34 | 18 | 16  |
| FC Porto        | 10  | 6 | 3 | 1 | 2 | 38 | 21 | 17  |
| CGC Viareggio   | 8   | 6 | 2 | 2 | 2 | 22 | 24 | 2   |
| ERG Iserlohn    | 3   | 6 | 1 | 0 | 5 | 13 | 44 | -31 |

|                 | VAL  | FCP | VIA  | ISE  |
| --------------- | ---- | --- | ---- | ---- |
| Hockey Valdagno | –    | 5–3 | 3–5  | 7-3  |
| FC Porto        | 3–5  | –   | 10–6 | 15–3 |
| CGC Viareggio   | 4–4  | 1–1 | –    | 3–2  |
| ERG Iserlohn    | 0–10 | 1–6 | 4–3  | –    |

## Liguilha de Apuramento
Apuraram-se directamente para a Final a Seis, os vencedores de cada grupo. Os 4 segundos classificados tiveram de disputar uma eliminatória a 2 mãos para apurar os outros 2 finalistas. A 1ª mão disputou-se a 10 de Abril e a 2ª mão a 17 de Abril.
| Visitado      | Result | Visitante | 1ª Mão | 2ª Mão |
| Réus Deportiu | 9-6    | CH Lloret | 5-1    | 4-5    |
| Follonica     | 6-11   | FC Porto  | 4-6    | 2-5    |

## Final a Seis
A Final a Seis da Liga Europeia de 2010/11 foi disputada entre 27 de Maio e 30 de Maio de 2010, no PalaLido de Valdagno em Valdagno, em Itália.
Esta final foi disputado num formato de 2 grupos de 3 equipas, apurando-se os vencedores de cada grupo para a final